# ديدي (لاعب كرة قدم إسباني)
ديدي (بالإسبانية: Didac Rodríguez González) هو لاعب كرة قدم إسباني، ولد في 20 فبراير 1985 في برشلونة في إسبانيا. لعب مع أتلتيكو مدريد ب والنادي الرياضي بدانية وراسينغ سانتاندير وسلافيا صوفيا.

## وصلات خارجية
- ديدي على موقع قاعدة بيانات كرة القدم.إي يو (الإنجليزية)
- ديدي على موقع Soccerway.com (الإنجليزية)